# Per Pedersen
Pour les articles homonymes, voir Pedersen.
Per Johnny Pedersen, né le 5 avril 1964 à Vestervig, est un coureur cycliste danois, professionnel de 1986 à 1993.

## Palmarès

### Palmarès amateur
- 1982
  -  Médaillé de bronze au championnat du monde du contre-la-montre par équipes
- 1983
  - 1re étape de la Flèche du Sud
  - 2e de la Flèche du Sud
  - 2e du championnat du Danemark du contre-la-montre par équipes
- 1984
  - Paris-Montdidier
  - 3e du championnat du Danemark sur route amateurs
- 1985
  -  Champion du Danemark du contre-la-montre par équipes
  - 9e étape de la Course de la Paix
  - 1re étape du Tour de la province de Liège
  - 2e du Grand Prix des Artisans de Manternach

### Palmarès professionnel
- 1989
  - 3e du Tour du Piémont
  - 3e du championnat du Danemark sur route
- 1990
  - 7eb étape du Tour de Catalogne
  - 3e de la Ronde des Pyrénées méditerranéennes
- 1991
  - 2e étape du Tour de la Communauté valencienne
- 1993
  - 6e étape du Tour de l'Algarve

## Résultats sur les grands tours

### Tour de France
4 participations
- 1989 : 85e
- 1991 : 135e
- 1992 : 89e
- 1993 : abandon

### Tour d'Italie
1 participation
- 1990 : 93e

### Tour d'Espagne
2 participations
- 1991 : abandon
- 1992 : 106e